# Krzysztof Dowhań
Krzysztof Dowhań (Varsovia, Polonia, 5 de enero de 1956) es un exfutbolista y entrenador polaco, que en la actualidad ejerce como entrenador de porteros del Legia de Varsovia.

## Clubes como jugador
| Club             | País    | Año         | Partidos | Goles |
| ---------------- | ------- | ----------- | -------- | ----- |
| Gwardia Varsovia | Polonia | 1971 - 1979 | 0        | 0     |
| Polonia Varsovia | Polonia | 1979 - 1989 | 29       | 0     |

## Clubes como entrenador
| Club                         | País    | Año         |
| ---------------------------- | ------- | ----------- |
| Polonia Varsovia (asistente) | Polonia | 1990 - 1992 |
| Polonia Varsovia (cantera)   | Polonia | 1992        |
| Legia de Varsovia (porteros) | Polonia | 1992        |
| KS Piaseczno (porteros)      | Polonia | 1992 - 1995 |
| Polonia Varsovia (porteros)  | Polonia | 1995 - 2000 |
| Wisła Płock (porteros)       | Polonia | 2001        |
| Legia de Varsovia (porteros) | Polonia | 2001 -      |